# Ярославский государственный педагогический университет
Ярославский государственный педагогический университет имени К. Д. Ушинского (ЯГПУ) — высшее учебное заведение Верхневолжского региона России в городе Ярославле. Основан в 1908 году.

## История

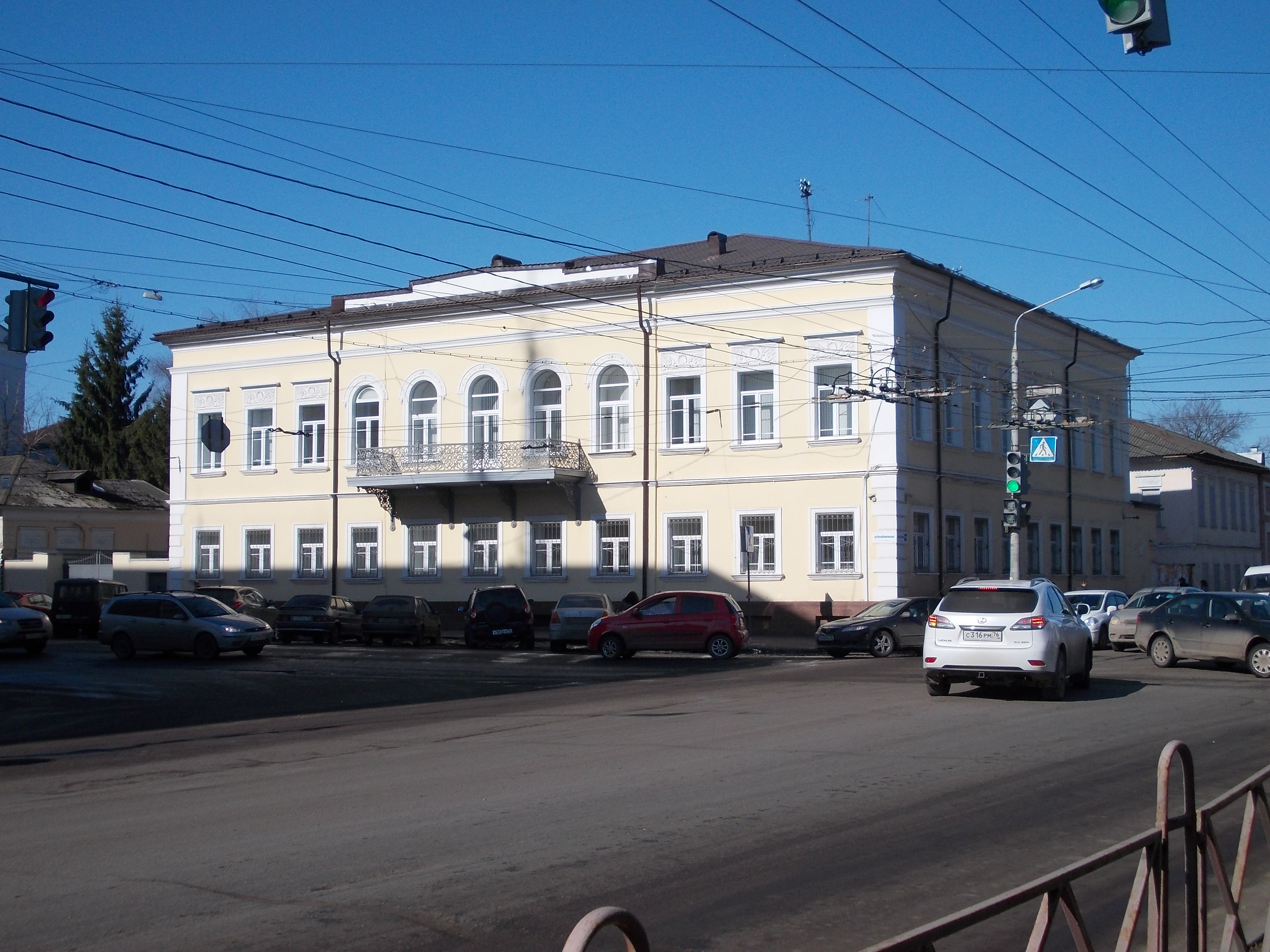
Здание, в котором первоначально размещался Учительский институт.

В 1908 году был создан Ярославский учительский институт, за 10 лет он успел подготовить 200 учителей. С момента открытия учебного заведения укоренились правила и традиции ярославских земств.
В 1918 году он был переименован в Ярославский педагогический институт, в 1919 — в Ярославский институт народного образования, с 1922 по 1924 год это был педагогический факультет Ярославского университета, затем — Ярославский государственный педагогический институт (ЯГПИ) (единственный вуз Ярославля на протяжении около десяти лет) — которому в 1946 году было присвоено имя Константина Дмитриевича Ушинского — основоположника научной педагогики в России, когда-то преподававшего в Ярославле. В 1993 году был получен статус университета.
Университет имел три филиала, которые были потом закрыты. Причина ликвидации заключается в несоответствии требованиям, выдвинутым Министерством образования. В 2013 году закрывается ростовский филиал Угличский филиал прекратил своё существование в 2014 году. Рыбинский филиал — в 2015 году.
В 2025 году Рыбинский филиал ЯГПУ возобновил работу на площадке Рыбинского информационно-образовательного центра.
В 2016 году на базе ЯГПУ открыт Центр трансфера фармацевтических технологий имени М. В. Дорогова, занимающийся разработкой инновационных лекарственных препаратов, технологий для фармацевтической промышленности и доклиническими исследованиями.
В настоящее время ректором ЯГПУ является Груздев Михаил Вадимович.

## Структура
В структуре вуза — 3 института (педагогики и психологии; филологии; развития кадрового потенциала), 9 факультетов, Центр довузовской подготовки. Основные сферы подготовки — гуманитарные, социальные и естественные науки, образование и педагогика, экономика и управление, культура и искусство, сфера обслуживания.

## Рейтинги
В 2007 году университет стал победителем национального проекта в сфере образования и занял 5-е место в официальном рейтинге Министерства образования и науки РФ среди педагогических и лингвистических вузов страны, был признан одним из «Ста лучших вузов России», дипломант областного конкурса «За лучшую работу в области обеспечения качества».
В 2010 году на основе рейтинга по среднему баллу ЕГЭ по всем государственным вузам России, среди педагогических вузов ЯГПУ занял 10-е место.
В 2016 году вошел в перечень из 67 лучших вузов по результатам независимой оценки качества образовательной деятельности государственных вузов.

## Руководство
Директора Ярославского учительского института:
- Дроздов, Михаил Алексеевич (1908—1914)
- Шалфеев Николай Иванович (1914—1918)

Председатели Совета (так называлась должность руководителя ВУЗа в 1918—1924 годах):
- Чачхиани Борис Константинович (председатель Совета Ярославского учительского института в 1918 году);

Председатели Совета Ярославского педагогического института:
- Смирнов, Кронид Анимподистович (1918—1919);
- Слободской Сергей Николаевич (1919—1922);

 Ректоры (1924—1930 годы и с 1960 года) и директора (1930—1960 годы) ЯГПИ:
Ректоры Ярославского государственного педагогического института (1924—1930; 1960—1989 годы):
- Груздев Павел Никодимович (1924—1928);
- Ефремов, Пётр Федорович (1928—1930);

Директора Ярославского государственного педагогического института (должность существовала в 1930—1960 годы):
- Бобров, Александр Николаевич (1930—1932);
- Никольский Вениамин Степанович (директор в 1932 году);
- Свистунов, Александр Филиппович (и. о. ректора в 1932 и 1933 годах);
- Лаврин, Павел Алексеевич (директор в 1932 году);

Директора Ярославского государственного педагогического института:
- Сучков, Алексей Андреевич (1933—1934);
- Кузьмин Александр Петрович (директор в 1934 году)
- Скобеев, Владимир Владимирович (и. о. директора в 1935—1937);
- Чудков, Александр Минович (1937—1939);
- Баскаков Иван (1939—1941);
- Землянский, Фёдор Маркович (директор ЯГПИ в 1941);
- Магарик, Наум Евсеевич (и. о. директора ЯГПИ в 1941—1942);
- Фурсенко, Иван Андреевич (директор в 1942—1943);
- Бортников, Иван Андреевич (директор ЯГПИ им. К. Д. Ушинского в 1943—1944);
- Чванкин Николай Григорьевич (1944—1952);
- Филатов Василий Степанович (1952—1959);
- Гвоздарев, Андрей Степанович (1959—1960)
- Богачёв, Василий Кузьмич (и. о. директора в 1960)

## Здания
Занятия проводятся в восьми корпусах.
| Корпус            | Адрес                        | Что находится | Координаты                      | Фотография |
| ----------------- | ---------------------------- | --- | ------------------------------- | ---------- |
| I                 | Республиканская улица, 108/1 | Администрация, физико-математический факультет, приёмная комиссия очного отделения, музей К. Д. Ушинского, различные службы вуза | 57°37′21″ с. ш. 39°52′34″ в. д. |            |
| II                | Которосльная набережная, 46  | Естественно-географический факультет | 57°37′12″ с. ш. 39°52′29″ в. д. |            |
| III               | Которосльная набережная, 44  | Институт педагогики и психологии, Факультет повышения квалификации и профессиональной переподготовки кадров, Факультет социального управления | 57°37′12″ с. ш. 39°52′34″ в. д. |            |
| IV                | Угличская улица, 72          | Педагогический факультет, Академический хор ЯГПУ | 57°38′11″ с. ш. 39°48′50″ в. д. |            |
| V                 | Которосльная набережная, 66  | Институт филологии и культуры. Факультет иностранных языков. | 57°37′03″ с. ш. 39°51′41″ в. д. |            |
| VI                | Автозаводская улица, 87б     | Дефектологический факультет | 57°38′29″ с. ш. 39°48′44″ в. д. |            |
| VII               | Которосльная набережная, 46в | Исторический факультет, факультет дополнительного профессионального образования, студенческое исследовательское бюро, кафедра медико-биологических основ спорта факультета физической культуры, кафедра теории и истории педагогики факультета социального управления, межфакультетские кафедры философии и иностранных языков. | 57°37′12″ с. ш. 39°52′25″ в. д. |            |
| Спортивный корпус | Которосльная набережная, 46а | Факультет физической культуры | 57°37′10″ с. ш. 39°52′26″ в. д. |            |